# Osmín Aguirre
Osmín Aguirre y Salinas (San Miguel, El Salvador, 24 de diciembre de 1889 - San Salvador, El Salvador, 12 de julio de 1977) fue un militar salvadoreño que fue miembro y copresidente (junto con el coronel Joaquín Valdez) del Directorio cívico del 2 al 4 de diciembre de 1931 y Presidente Provisional de la República de El Salvador desde el 21 de octubre de 1944 hasta el 1 de marzo de 1945.

## Datos generales
Nació en San Miguel, el 24 de diciembre de 1889 y falleció a los 87 años en la capital salvadoreña cuando era conducido al Hospital Militar, al ser atacado a balazos el 12 de julio de 1977 frente a su residencia, ubicada en la 15.a calle Oriente, n.° 117, de esa misma ciudad.
Contrajo matrimonio con Rosa Cardona, con quien procreó cuatro hijos, uno de los cuales, Elmer Aguirre, trabajaría en Acción Cívica Militar.

## Ascenso al poder
El 2 de diciembre de 1931, el presidente Arturo Araujo, fue derrocado por oficiales del Ejército y por algunos civiles. En este efímero directorio cívico formó parte del Ministerio de la Guerra el coronel Osmín Aguirre y Salinas como uno de sus copresidentes. Dicho directorio cívico entregaría el mando supremo al vicepresidente de la República de ese entonces, el general Maximiliano Hernández Martínez; el cual lo nombraría como director de la Policía Nacional. Según el historiador Thomas Anderson, Osmín Aguirre y Salinas tenía en su poder información acerca del levantamiento popular de 1932 como datos del encarcelamiento del famoso dirigente del Partido Comunista Agustín Farabundo Martí originario del municipio de Teotepeque, departamento de La Libertad. 
Fungió como director general de la policía hasta 1932, cuando fue sustituido por el general Armando Llanos Calderón. Posteriormente, el 29 de julio de 1944 sería nuevamente nombrado para ese puesto, ejerciéndolo hasta el 20 de octubre de ese año (cuando fue nombrado presidente de la República), siendo sustituido en ese puesto por el coronel José Ambrosio González.

## Presidencia

### Golpe de Estado a Andrés Ignacio Menéndez y nombramiento como presidente
El 30 de junio de 1944, debido a que el día anterior había sucedido una manifestación multitudinaria en el palacio nacional (que obligó a la asamblea legislativa a deponer a los magistrados de la Corte Suprema de Justicia, de la época de Hernández Martínez, y sustituirla por nuevos en el que sería magistrado presidente el Dr. Miguel Tomás Molina) y al estar en desacuerdo de la apertura democrática del gobierno del presidente provisional general Andrés Ignacio Menéndez (quien había ejercido el gobierno desde la renuncia al poder del presidente Maximiliano Hernández Martínez), se conformaría una junta militar integrada por: el general e ingeniero Salvador Peña Trejo; los generales Francisco Ponce y José Guevara; el teniente coronel Santiago Ayala; los coroneles Felipe Ayala, Joaquín Fermán; y Ambrosio González; el mayor Herman Barón; y el general Francisco Ponce, quien la presidiría.
La junta se reuniría ese día 30 de junio con el presidente y su gabinete; pero al no llegar a un acuerdo, irían planeando como derrocarlo, propondrían al coronel Osmín Aguirre como presidente provisional y nombrarían a quienes compondrían su gabinete. Asimismo, emitiría sus propios periódicos (que serían editados por los capitanes Óscar Adán Bolaños, José María Lemus, Adolfo Rubio Melado, Jorge Tenorio y otros) para que defendieran al ejército ante la luz pública.
A las 8 de la noche del 20 de octubre de 1944, en el cuartel El Zapote, como reacción a la revolución de Guatemala de 1944, comenzaría a sesionar la junta militar en asamblea con unos 100 oficiales de los distintos cuerpos militares del país. Como primera disposición, decidirían tomar el mando del ejército; estando este completamente a su disposición para las 12:10 de la noche.
A la 1 de la mañana del 21 de octubre, la junta se trasladaría a casa presidencial para llevar al presidente Menéndez al cuartel El Zapote, donde también llevarían a los diputados de la asamblea legislativa, y donde este aceptaría renunciar al cargo ante el presidente de la Asamblea Dr. Héctor Alejandro Gómez; asumiendo como presidente provisional el coronel Osmín Aguirre. Todo ello sería ratificado por los decretos legislativos 109, 110 y 111, que fueron emitidos en el cuartel antedicho pero que aparecerían como "dados en el Palacio Presidencial".

### Gobierno
Al aceptar la presidencia, daría su consentimiento a las siguientes condiciones, dadas por la junta militar: que entregaría el gobierno al presidente electo el 1 de marzo de 1945, que las elecciones se realizarían con base en la Constitución de 1886 y a la ley constitutiva electoral, que se respetaría el acuerdo de los tres poderes, que aceptaba a los miembros del gabinete ya designados por la junta militar, y que los generales Francisco Ponce y Salvador Peña Trejo quedarían como representantes del ejército en su gabinete con el propósito de que se cumpliesen los puntos anteriores.
Para conformar su gabinete se reuniría con representantes de partidos minoritarios: Partido de Unificación Social, Fraternal Progresista, Frente Social Republicano, y Partido del Pueblo Salvadoreño; conformándolo con elementos de ese partido. Uno de los pocos nombramientos que pudo proponer y que le fue aceptado, fue el del ministro de relaciones exteriores Dr. Reyes Arrieta Rossi.
Su primera medida fue decretar estado de sitio, que se mantuvo vigente en todo su período. Asimismo, se desataría una represión policíaca contra los opositores y quienes considerasen inconstitucional el nombramiento de Aguirre como presidente (incluyendo el presidente de la Corte suprema de justicia Dr. Miguel Tomás Molina, quien también era primer designado a la presidencia, y quien sería destituido junto con el resto de magistrados de la sala de lo constitucional el 18 de noviembre).
Varios de los opositores se refugiarían en Guatemala, con el consentimiento de la junta de gobierno que lideraba el vecino país, donde conformarían el gobierno en el exilio bajo el liderazgo del Dr. Miguel Tomás Molina, quien nombraría como ministro de defensa al coronel José Ascensio Menéndez. A este gobierno, cuya sede se ubicaba en una casa situada al costado oriente del Palacio Nacional de Guatemala, se unirían diversos partidarios del Partido de Unión Democrática (junto con su líder el Dr. Arturo Romero), quienes junto con varias personalidades civiles y militares guatemaltecas y salvadoreñas se prepararían para invadir El Salvador; la dirección operativa de dicha invasión quedaría en manos de militares y civiles sobrevivientes al alzamiento del 2 de abril (que buscó deponer a Maximiliano Hernández Martínez), entre ellos el coronel Félix J. de Osegueda, el capitán Daniel Guevara Paíz, y los tenientes Salvador Marroquin y Julio Adalberto Rivera.
La invasión se llevaría a cabo en las primeras horas del día 12 de diciembre, cuando dichas fuerzas desde Conguaco (Guatemala) cruzaron el río Paz. A las 10 de la mañana, tres aviones salvadoreños bombardearían el río paz, pero no causarían bajas ya que las fuerzas rebeldes habían logrado avanzar un buen tramo. Media hora después, aviones hondureños bombardearían a las fuerzas rebeldes causando varias bajas; sin embargo, lograrían movilizarse hasta la ciudad de Ahuachapán (llegando ahí a las 7 de la noche) donde se libraría batalla contra el ejército y la Guardia Nacional en los llanos del Espino y las calles de la ciudad; por lo que tuvieron que volver a Guatemala, abandonando la ciudad de Ahuachapán al amanecer del 13 de diciembre.
Luego de la invasión, al estado de sitio se le agregaría la ley marcial, con lo cual se acrecentaría la represión hacia la población civil; lo que aumentaría la oposición hacia su gobierno.
Según menciona el general Fidel Torres en su libro Los militares en el poder, en la Navidad de 1944 los militares recibirían por primera vez el aguinaldo, que en los siguientes años se rebajaría el monto original y a su vez se extendería a todas las instituciones estatales.
En enero convocaría a elecciones presidenciales, en las que, debido a que la mayoría de candidatos se retiraron, solamente se presentaría como único candidato el general Salvador Castaneda Castro por el Partido de Unificación Social Democrática (PUSD); quien sería electo presidente de la República, tomando posesión el 1 de marzo de 1945.

### Reforma del reglamento del Poder Ejecutivo[8]
Antes de terminar su período en la presidencia, emitió un decreto reformando el reglamento del Poder Ejecutivo  el 28 de febrero de 1945,  con el propósito de hacer una distribución: "Más racional de los distintos ramos de la administración pública" y por considerar: "Urgente la introducción de algunas reformas al Reglamento del Poder Ejecutivo, para que el Gobierno entrante pueda organizar dichos servicios sobre bases nuevas". 
Estableció cinco ministerios con sus respectivas ramas:
1. Ministerio de Relaciones Exteriores
  1. Ramo de Relaciones Exteriores
2. Ministerio del Interior
  1. Ramo de Gobernación
  2. Ramo de Justicia
  3. Ramo de Asistencia Social
  4. Ramo de Comunicaciones y Obras Públicas
3. Ministerio de Economía
  1. Ramo de Hacienda y Crédito Público
  2. Ramo de Trabajo
  3. A
  4. Ramo de Industria y Comercio
4. Ministerio de Cultura
  1. Ramo de Cultura Popular
5. Ministerio de Defensa
  1. Ramo de Defensa Nacional
  2. Ramo de Seguridad Pública

Decretó que para la presidencia habría un Secretario General, un Secretario Privado y un Secretario Particular.

## Después de la presidencia
Osmín Aguirre pronto se convirtió en opositor del gobierno de Castaneda y albergaba ambiciones de recuperar la presidencia. Con el mandato de Castaneda por terminar en 1949, Osmín Aguirre se postuló como candidato presidencial y creía que podía ganar si la elección era libre y justa. Sin embargo, en diciembre de 1948 Castaneda intentó extender su mandato antes de ser derrocado por un golpe de Estado.

## Asesinato
El 12 de julio de 1977, Osmín Aguirre fue asesinado en su residencia en San Salvador. Se cree que el hecho fue perpetrado por un comando urbano de las FPL, (Fuerzas Populares de Liberación), convirtiéndolo en el segundo expresidente asesinado después de Martínez.